# 2018년 동계 올림픽 태국 선수단
2018년 동계 올림픽 태국 선수단은 대한민국 평창군에서 개최될 2018년 동계 올림픽에 참가할 예정인 올림픽 태국 선수단이다. 태국은 2002년 솔트레이크시티 동계올림픽에 처음 참가한 이후, 2010년 대회를 빼고 매 대회마다 참가하고 있으며, 이번이 네 번째이다.
이번 대회에서 태국 올림픽 위원회는 남녀 2명씩 총 4명 선수를 두 종목에 출전시킬 계획이다. 동계올림픽 출전사상 최대 규모이기도 하다.

## 참가 선수
| 종목         | 남자 | 여자 | 종합 |
| ------------ | ---- | ---- | ---- |
| 알파인스키   | 1    | 1    | 2    |
| 크로스컨트리 | 1    | 1    | 2    |
| 종합         | 2    | 2    | 4    |

## 메달 집계
| 종목 | 1 | 2 | 3 | 합계 |
| 합계 |   |   |   |      |

## 종목별 성적

### 알파인 스키
태국에는 남녀 한 명씩 총 두 명의 선수가 배정됐다.
결과
| 선수        | 종목        | 1차  | 1차  | 2차  | 2차  | 종합 | 종합 |
| 선수        | 종목        | 시간 | 순위 | 시간 | 순위 | 시간 | 순위 |
| ----------- | ----------- | ---- | ---- | ---- | ---- | ---- | ---- |
| 니콜라 자논 | 남자 대회전 |      |      |      |      |      |      |
| 니콜라 자논 | 남자 회전   |      |      |      |      |      |      |

### 크로스컨트리 스키
태국에는 남녀 선수 한 명씩 총 두 명의 선수가 배정됐다. 이번 대회에 출전하는 선수는 남매 사이인 마르크 찬르앙-카렌 찬르앙 선수로, 이탈리아-태국 혼혈로서 이탈리아 그레소네라트리니테 마을에서 자랐다.
남자
- 마르크 찬르앙

여자
- 카렌 찬르앙